# Luigi-Alberto Sanchi
Pour les articles homonymes, voir Sanchi (homonymie).
Luigi-Alberto Sanchi, né le 18 novembre 1971, est un helléniste franco-italien.

## Biographie
Luigi-Alberto Sanchi enseigne les lettres classiques à Tourcoing puis Avignon, en lycée puis en classe préparatoire aux grandes écoles (1995-2007). Il obtient en 1996 le CAPES de lettres classiques puis en 1998 l’agrégation de grammaire. Il est docteur ès-lettres (Université de Saint-Marin, 2004).
D’abord chargé de recherches (CR1) à l’Institut de recherche et d'histoire des textes du Centre national de la recherche scientifique (2007-2012), il est ensuite chercheur à l’Institut d’histoire du droit de l’Université Panthéon-Assas.